# Heinz Prüfer
Ernst Paul Heinz Prüfer (Wilhelmshaven, 10 de noviembre de 1896-Münster, 7 de abril de 1934) fue un matemático alemán que trabajó principalmente en los campos del álgebra y la teoría de grupos.

## Biografía
Prüfer estuvo en contacto con la ciencia desde su infancia. Su padre era un ingeniero que trabajaba como secretario técnico para la Marina Imperial en la gran base naval de Wilhelmshaven hasta que fue trasladado a Berlín para trabajar en el Ministerio de Transportes. Por ello, Prüfer fue escolarizado primero en Wilhelmshaven y después en Berlín, donde terminó los estudios secundarios en 1915. Aquel mismo año comenzó sus estudios universitarios en la Universidad Humboldt de Berlín, donde estudió con Ferdinand Georg Frobenius, Hermann Amandus Schwarz, Paul Koebe e Issai Schur. Se doctoró en 1921 bajo la dirección de este último con la tesis Unendliche Abelsche Gruppen von Elementen endlicher Ordnung ("Grupos abelianos infinitos de elementos de orden finito"), después de haber interrumpido sus estudios varios años a causa de la Primera Guerra Mundial, durante la cual tuvo que trabajar para el servicio cartográfico alemán.
A continuación, trabajó como asistente en la Universidad de Hamburgo y en la Universidad de Jena. Allí, bajo la dirección de Koebe, obtuvo su habilitación universitaria y comenzó a dar clases durante dos semestres en 1926 y 1927. En 1927 fue nombrado profesor asociado de la Universidad de Münster, y en 1930 pasó a ser profesor titular.
Murió de cáncer de pulmón a los 37 años. En su obituario, Heinrich Behnke y Gottfried Köthe lo describen como reservado, muy independiente y meticuloso, por ejemplo en sus conferencias. Estaba casado, pero no tenía hijos.

## Obra
En 1923, en su obra "Estudios sobre la posibilidad de descomponer los p-grupos abelianos numerables", Heinz Prüfer extendió el teorema de estructura de los grupos abelianos de tipo finito a los p-grupos e introdujo la noción de rango de un grupo. En el teorema de Prüfer, proporcionó una condición suficiente para que un p-grupo abeliano sea una suma directa de grupos cíclicos y aportó contraejemplos en los que esto no ocurre, los grupos de Prüfer.
En 1924 y 1925, en "Teoría de los grupos abelianos", generalizó los resultados a los módulos sobre dominios de ideales principales e introdujo la noción de "topología de Prüfer".
Prüfer también trabajó en la teoría algebraica de números, la teoría de nudos, la teoría de Sturm-Liouville, los fundamentos topológicos de la teoría de las superficies de Riemann y la geometría proyectiva.
El código de Prüfer también lleva su nombre. Lo utilizó en una nueva demostración de la fórmula de Cayley que proporciona el número de árboles etiquetados que pueden unir un número determinado de vértices.
También llevan su nombre los dominios de Prüfer, anillos conmutativos (unitarios) íntegros en los que todo ideal de tipo finito no nulo es invertible.
En su corta vida, Prüfer publicó nueve artículos científicos y, de forma póstuma, se publicó el libro de geometría proyectiva con sus apuntes de clase de teoría de nudos.

## Publicaciones
- Unendliche Abelsche Gruppen von Elementen endlicher Ordnung. Tesis doctoral. Berlín. 1921. doi:10.18452/139.
- «Untersuchungen über die Zerlegbarkeit der abzählbaren primären Abelschen Gruppen». Mathematische Zeitschrift 17. 1923. pp. 35-61.
- «Theorie der Abelschen Gruppen. I. Grundeigenschaften». Mathematische Zeitschrift 20. 1924. pp. 165-187.
- «Theorie der Abelschen Gruppen. II. Ideale Gruppen». Mathematische Zeitschrift 22. 1925. pp. 226-253.
- «Neue Begründung der algebraischen Zahlentheorie». Mathematische Annalen 94. 1925. pp. 198-243.
- Neue Herleitung der Sturm-Liouvilleschen Reihenentwicklung stetiger Funktionen 95. 1926. pp. 499-518.
- Projektive Geometrie. Leipzig: Noske. 1935.